# تروریسم در آفریقای جنوبی
تروریسم در آفریقای جنوبی (انگلیسی: Terrorism in South Africa) از زمان پایان آپارتاید به عنوان یک تهدید جدی برای امنیت کشور دیده نمی‌شود.
در سال ۱۹۶۷، دولت، قانون تروریسم شماره ۸۳ را تصویب کرد و فعالیت‌های تروریستی را به عنوان اقداماتی که «حفظ نظم و قانون را به خطر می‌اندازد» تعیین می‌کند.

## همکاری با سنگال
نمایندگان دولت‌های آفریقای جنوبی و سنگال، در ۱ فوریه ۲۰۰۷ در پرتوریا، توافق‌نامه ای را مبنی بر همکاری در تبادل اطلاعات در مورد هواپیمایی مدنی، به‌طور خاص در مورد پاسخ به تروریسم حمل و نقل هوایی امضا کردند.